# Cupa Moldovei 1999-2000
La Cupa Moldovei 1999-2000 è stata la nona edizione della coppa nazionale disputata in Moldavia tra il 24 ottobre 1999 e il 24 maggio 2000. Vincitore della competizione è stato lo Constructorul Chișinău, al suo secondo titolo.

## Ottavi di finale
Gli incontri di andata si sono disputati il 20 ottobre mentre quelli di ritorno 3 novembre 1999.
| Squadra 1               | Totale | Squadra 2        | Andata | Ritorno |
| ----------------------- | ------ | ---------------- | ------ | ------- |
| Constructorul Chișinău  | 10 - 1 | Intersport-Aroma | 9 - 1  | 1 - 0   |
| Tiligul-Tiras Tiraspol  | 3 - 2  | Haiduc-Sporting  | 1 - 2  | 2 - 0   |
| Energetic Dubăsari      | 4 - 14 | Olimpia Bălți    | 2 - 9  | 2 - 5   |
| Agro-Goliador Chișinău  | 1 - 1  | Nistru Otaci     | 1 - 1  | 0 - 0   |
| Petrocub Sarata Galbenă | 1 - 6  | Zimbru Chișinău  | 1 - 2  | 0 - 4   |
| Moldova Gaz Chișinău    | 11 - 2 | Chițcani FC      | 7 - 1  | 4 - 1   |
| Unisport-Auto Chișinău  | 2 - 1  | Roma Bălți       | 1 - 1  | 1 - 0   |
| Cîmentul Rîbnița        | 1 - 12 | Sheriff Tiraspol | 0 - 3  | 1 - 9   |

## Quarti di finale
Gli incontri di andata si sono disputati il 15 marzo mentre quelli di ritorno il 5 aprile 2000.
| Squadra 1              | Totale | Squadra 2              | Andata | Ritorno |
| ---------------------- | ------ | ---------------------- | ------ | ------- |
| Constructorul Chișinău | 3 - 3  | Olimpia Bălți          | 3 - 0  | 0 - 3   |
| Moldova Gaz Chișinău   | 1 - 1  | Sheriff Tiraspol       | 0 - 0  | 1 - 1   |
| Zimbru Chișinău        | 10 - 0 | Unisport-Auto Chișinău | 10 - 0 | 0 - 0   |
| Nistru Otaci           | 3 - 1  | Tiligul-Tiras Tiraspol | 1 - 0  | 2 - 1   |

## Semifinale
Gli incontri di andata si sono disputati il 19 aprile mentre quelli di ritorno il 3 maggio 2000.
| Squadra 1            | Totale | Squadra 2              | Andata | Ritorno |
| -------------------- | ------ | ---------------------- | ------ | ------- |
| Nistru Otaci         | 1 - 4  | Zimbru Chișinău        | 0 - 3  | 1 - 1   |
| Moldova Gaz Chișinău | 1 - 6  | Constructorul Chișinău | 1 - 2  | 0 - 4   |

## Finale
La finale fu disputata il 24 maggio 2000.
| Chișinău | Constructorul Chișinău | 1 – 0 | Zimbru Chișinău |  |